# Bureau de répression des activités communistes
Pour l’article homonyme, voir BRAC.
Le bureau de répression des activités communistes (Buró de Represión de Actividades Comunistas, Bureau for the Repression of Communist Activities ou BRAC) est une police politique cubaine des années 1950, active sous le régime de Fulgencio Batista. Elle exerça notamment une répression brutale contre les rebelles pro-castristes. Elle était dirigée par Mariano Faget, qui fut auparavant chasseur de nazis durant la période 1940-1944 en tant que directeur de l’Office of Investigation of Enemy Activities (OIEA), un service de contre-espionnage ayant pour cibles les agents nazis et fascistes. Le bureau de répression des activités communistes a bénéficié de l'aide de la CIA dès 1956.